# IC 3792
IC 3792 је двојна звијезда у сазвјежђу Дјевица која се налази на листи објеката дубоког неба у Индекс каталогу.
Деклинација објекта је + 11° 4' 50" а ректасцензија 12h 48m 14,7s.